# Verfassungsschutzbericht
Verfassungsschutzberichte dienen in Deutschland und Österreich der Unterrichtung und Aufklärung über verfassungsfeindliche Bestrebungen durch die herausgebenden Behörden.

## Deutschland
Verfassungsschutzberichte werden alljährlich von den Innenministerien des Bundes und der Länder in Zusammenarbeit mit den jeweiligen Ämtern für Verfassungsschutz herausgegeben. Sie sind Teil der Öffentlichkeitsarbeit der Bundesregierung bzw. der jeweiligen Landesregierung.

### Verfassungsschutzbericht des Bundes
Der bekannteste und für das ganze Bundesgebiet geltende Verfassungsschutzbericht wird vom Bundesministerium des Innern (BMI) herausgegeben. Das Bundesamt für Verfassungsschutz (BfV) erstellt die Rohfassung, die vom BMI endredigiert wird. Rechtsgrundlage der Veröffentlichung von Verfassungsschutzberichten des BMI bildet § 16 Bundesverfassungsschutzgesetz (BVerfSchG) vom 20. Dezember 1990 in der Fassung vom 21. Juni 2005. Danach soll die Öffentlichkeit „mindestens einmal jährlich in einem zusammenfassenden Bericht“ aufgeklärt werden über „Bestrebungen und Tätigkeiten nach § 3 Abs. 1“ BVerfSchG. Solche Bestrebungen und Tätigkeiten sind nach der gesetzlichen Definition (§ 3 Abs. 1 BVerfSchG):
1. Bestrebungen, die gegen die freiheitliche demokratische Grundordnung, den Bestand oder die Sicherheit des Bundes oder eines Landes gerichtet sind oder eine ungesetzliche Beeinträchtigung der Amtsführung der Verfassungsorgane des Bundes oder eines Landes oder ihrer Mitglieder zum Ziele haben,
2. sicherheitsgefährdende oder geheimdienstliche Tätigkeiten im Geltungsbereich dieses Gesetzes für eine fremde Macht,
3. Bestrebungen im Geltungsbereich dieses Gesetzes, die durch Anwendung von Gewalt oder darauf gerichtete Vorbereitungshandlungen auswärtige Belange der Bundesrepublik Deutschland gefährden,
4. Bestrebungen im Geltungsbereich dieses Gesetzes, die gegen den Gedanken der Völkerverständigung (Art. 9 Abs. 2 GG), insbesondere gegen das friedliche Zusammenleben der Völker (Art. 26 Abs. 1 GG) gerichtet sind.

Der Veröffentlichung von Verfassungsschutzberichten liegt das Konzept „Verfassungsschutz durch Aufklärung“ zugrunde, das maßgeblich von Hans Joachim Schwagerl mitentwickelt worden ist. Ihrem Selbstverständnis nach sollen die Verfassungsschutzberichte einen Beitrag zur „geistig-politischen Auseinandersetzung mit den verschiedenen Formen des Extremismus“ leisten.
Unterteilt sind die Verfassungsschutzberichte in rechts- und linksextremistische Bestrebungen (seit der Bundesregierung Kohl seitlich mit einem braunen bzw. roten Balken farblich gekennzeichnet), sicherheitsgefährdende und extremistische Bestrebungen von Ausländern (grüner Farbbalken am Seitenrand), Spionage und die Arbeit von ausländischen Nachrichtendiensten in der Bundesrepublik, sowie über Scientology. Des Weiteren führt der Bericht die gesetzlichen Grundlagen für die Arbeit von Bundesamt für Verfassungsschutz (BfV) und Militärischen Abschirmdienst (MAD) auf. Die Berichte enthalten außerdem den Hinweis, dass sie „keine abschließende Aufzählung aller“ verfassungsfeindlichen Gruppierungen bzw. Beobachtungsobjekte des BfV enthalten.

#### Geschichtliche Entwicklung
Die Veröffentlichung von Verfassungsschutzberichten gehörte nicht von Anfang an zum Instrumentarium der „streitbaren Demokratie“, sondern stellt eine Entwicklung dar, die erst in den 1960er Jahren begann. Innenstaatssekretär Ritter von Lex und BfV-Präsident Hubert Schrübbers hatten auf der Innenministerkonferenz am 27./28. Mai 1960 in Kiel die Auffassung vertreten, dass die Verfassungsschutzbehörden nicht die Aufgabe der Aufklärung der Bevölkerung über verfassungsfeindliche Bestrebungen übernehmen könnten. Stattdessen übernahm das Bundesinnenministerium selbst die entsprechende Aufgabe und veröffentlichte im April 1962 eine Schrift über „Erfahrungen aus der Beobachtung und Abwehr rechtsradikaler und antisemitischer Tendenzen 1961“. Sie stellte den ersten Vorläufer der heutigen Verfassungsschutzberichte dar. Anlass für die Veröffentlichung waren damals laut Hans-Helmuth Knütter, der lange Zeit das BMI wissenschaftlich beraten hatte, Presseberichte über angeblich 70.000 rechtsradikale Jugendliche in der Bundesrepublik, durch die die Bundesregierung „das deutsche Ansehen im Ausland“ geschädigt sah und denen sie mit deshalb mit der Feststellung, es habe damals nicht mehr als 2300 rechtsradikale Jugendliche gegeben, entgegentrat (Knütter/Winckler, Der Verfassungsschutz, 2000, S. 40). 1965 folgte eine entsprechende Schrift über „Kommunistische Tätigkeit in der Bundesrepublik im Jahre 1964“.
1969 veröffentlichte dann das Referat Öffentlichkeitsarbeit des Bundesministerium des Innern erstmals einen „Erfahrungsbericht über die Beobachtungen der Ämter für Verfassungsschutz im Jahre 1968“ um, wie es im Vorwort heißt, „den Staatsbürger auf diese Weise in die Lage zu versetzen, sich selbst ein fundiertes Urteil darüber zu bilden, inwieweit dem Bestand und der freiheitlichen demokratischen Grundordnung unseres Staatswesens von diesen Bestrebungen Gefahren drohen. Die Berichterstattung ist weder als eine politische Auseinandersetzung mit diesen Kräften noch als verfassungsrechtliche Würdigung derselben zu verstehen.“ Der Bericht in Form eines kleinen Taschenbuchs von 152 Seiten Umfang gliederte sich in drei Hauptkapitel „Rechtsextremistische Bestrebungen“, „Kommunistische und andere linksextremistische Bestrebungen“ und „Spionageabwehr in der BRD im Jahre 1968“. Das erste Hauptkapitel widmete sich hauptsächlich der NPD, das zweite der verbotenen KPD und ihrer Nachfolgepartei DKP. Erwähnung fanden auch die Nationalzeitung von Gerhard Frey, die SEW als Westberliner Ableger der SED und die KPD/ML. Unter dem Abschnitt „Tätigkeit anderer linksextremer Gruppen“ wurde der Sozialistische Deutsche Studentenbund (SDS) abgehandelt nebst vier mit ihm kooperierender Vereinigungen (der Republikanische Club Berlin, Republikanische Hilfe, Sozialistischer Bund und Aktionszentrum Unabhängiger und Sozialistischer Schüler). Ein eigenes Kapitel „Ausländerextremismus“ existierte noch nicht. Jedoch wurde im Abschnitt „Rechtsradikale Gruppierungen außerhalb der NPD“ unter anderem über rechtsradikale Exil-Kroaten berichtet. Weiterhin wurde ein Unterkapitel „Kommunistischer Einfluss unter ausländischen Arbeitern“ in den Bericht aufgenommen. Islamisten spielten damals noch keine Rolle. Diesem ersten umfassenden Verfassungsschutzbericht folgten dann jährlich weitere Berichte, zunächst mit der Bezeichnung „Betrifft: Verfassungsschutz“, später dann auch offiziell als „Verfassungsschutzbericht“.
Auf Länderebene nahm Hessen mit Einrichtung eines Referates für die Aufklärung der Bevölkerung im hessischen Innenministerium 1968/69, das ab 1973 „Referat für informativen Verfassungsschutz“ hieß, eine Vorreiterrolle ein. In Nordrhein-Westfalen werden dagegen erst seit 1977 Landesverfassungsschutzberichte veröffentlicht. Lange Zeit existierte keine gesetzliche Ermächtigung für die Publikation von Verfassungsschutzberichten, die erst recht spät in die Verfassungsschutzgesetze des Bundes und der Länder Eingang fand.
Mit der Entscheidung über die Verfassungsbeschwerde der Zeitung „Junge Freiheit“ gegen ihre Nennung im Verfassungsschutzbericht des Landes Nordrhein-Westfalen hat das Bundesverfassungsgericht im Jahre 2005 den Verfassungsschutzbehörden und Innenministerien strengere Kriterien für die öffentliche Berichterstattung vorgegeben. Ein bloßer Vor-Verdacht bzw. vage Anhaltspunkte reichen künftig für eine Nennung von Vereinigungen und Publikationen in Verfassungsschutzberichten nicht mehr aus.
Der Freiburger Staatsrechtler Dietrich Murswiek kam in einer im Dezember 2009 vorgestellten Untersuchung zu dem Schluss, dass die Verfassungsschutzberichte seit dem JF-Urteil verfassungswidrig seien. Zur Begründung verweist Murswiek auf den Umstand, dass in den Verfassungsschutzberichten des Bundes und der Länder (mit Ausnahme Berlins und Brandenburgs) zwischen Verdachtsfällen und Fällen erwiesener Verfassungsfeindlichkeit entweder gar nicht oder nicht hinreichend deutlich unterschieden werde. Murswiek schließt, dass fast ausnahmslose alle Länder aus der Karlsruher Entscheidung nichts gelernt hätten, die doch eine deutliche Unterscheidung gefordert hatte.

### (Verfassungs-)Rechtliche Problematik der Verfassungsschutzberichte
Erstmals nahm das Bundesverfassungsgericht im sogenannten „Extremistenbeschluss“ vom 22. Mai 1975 zur Praxis der Verfassungsschutzberichte Stellung. Die Veröffentlichung von Verfassungsschutzberichten wurde dabei vom BVerfG als verfassungskonform und unproblematisch angesehen, auch im Hinblick auf politischen Parteien und der sich aus Art. 21 Abs. 2 Grundgesetz (Verbotsmonopol des Bundesverfassungsgerichts) ergebenen Sperrwirkung, die rechtliche Maßnahmen des Staates gegen eine „verfassungsfeindliche“ Partei vor einem Verbot durch das BVerfG ausschließt:

„Der Umstand, dass die dem Bundesverfassungsgericht vorbehaltene Entscheidung über die Verfassungswidrigkeit einer politischen Partei bisher nicht ergangen ist, hindert nicht, daß die Überzeugung gewonnen und vertreten werden darf, diese Partei verfolge verfassungsfeindliche Ziele und sei deshalb politisch zu bekämpfen. Eine Partei, die beispielsweise programmatisch die Diktatur des Proletariats propagiert oder das Mittel der Gewalt zum Umsturz der verfassungsmäßigen Ordnung bejaht, wenn es die Verhältnisse zulassen sollten, verfolgt verfassungsfeindliche Ziele, auch wenn die nach § 43 BVerfGG Antragsberechtigten es vorziehen, das Parteiverbotsverfahren nicht einzuleiten, weil die politische Auseinandersetzung mit ihr ausreicht oder wirkungsvoller die freiheitliche demokratische Ordnung im Sinne des Grundgesetzes zu schützen vermag als ein förmliches Parteiverbot. Deshalb ist es verfassungsrechtlich unbedenklich und von der politischen Verantwortung der Regierung gefordert, daß sie ihren jährlichen Bericht über die Entwicklung verfassungsfeindlicher Kräfte, Gruppen und Parteien dem Parlament und der Öffentlichkeit vorlegt. Soweit daraus für eine Partei faktische Nachteile (bei der Gewinnung von Mitgliedern oder Anhängern) entstehen, ist sie dagegen nicht durch Art. 21 GG geschützt. Dasselbe gilt für faktische nachteilige Auswirkungen, die sich mittelbar aus den dargelegten Schranken, die Art. 33 Abs. 5 GG für den Zugang zum Staatsdienst und für die Belassung im Staatsdienst aufrichtet, ergeben.“

Diese Auffassung bestätigte das BVerfG im Beschluss vom 29. Oktober 1975. Geklagt hatte die NPD gegen ihre Nennung im Bundesverfassungsschutzbericht 1973. Der zweite Senat des Bundesverfassungsgerichts führte dazu aus:

„Der im Rahmen der Öffentlichkeitsarbeit des Bundesinnenministeriums publizierte Bericht ‚Verfassungsschutz '73‘ stellt weder ein administratives ‚Einschreiten‘ gegen die NPD dar, noch wird durch die Veröffentlichung dieses Berichts eine Verfassungswidrigkeit der NPD rechtlich geltend gemacht. Bei den von der Antragstellerin beanstandeten Äußerungen des Berichts, die NPD sei ‚eine Partei mit verfassungsfeindlicher Zielsetzung und Betätigung‘, sei ‚rechtsradikal, rechtsextrem, eine Feindin der Freiheit und eine Gefahr für die freiheitliche Grundordnung‘, handelt es sich vielmehr um Werturteile, die der Bundesminister des Innern in Erfüllung seiner verfassungsrechtlichen Pflicht, die freiheitliche demokratische Grundordnung zu schützen, und im Rahmen seiner daraus fließenden Zuständigkeit für die Beobachtung verfassungsfeindlicher Gruppen und Aktivitäten abgegeben hat. An diese Werturteile sind keinerlei rechtliche Auswirkungen geknüpft. Soweit daraus für eine Partei faktische Nachteile entstehen, ist sie dagegen nicht durch Art. 21 GG geschützt.“

Als Grenze für die Berichterstattung sah das Bundesverfassungsgericht lediglich das Willkürverbot:

„Danach wäre es der Regierung untersagt, eine nicht verbotene politische Partei in der Öffentlichkeit nachhaltig verfassungswidriger Zielsetzung und Betätigung zu verdächtigen, wenn diese Maßnahme bei verständiger Würdigung der das GG beherrschenden Gedanken nicht mehr verständig wäre und sich daher der Schlußaufdrängte, daß sie auf sachfremdenErwägungen beruhte.“

### Landesverfassungsschutzberichte
Auch die Landesämter für Verfassungsschutz geben alljährlich Verfassungsschutzberichte heraus, die die Arbeit der Behörde in dem entsprechenden Bundesland beleuchten und die bestehenden (und bekannten) Gefahren nennen und einschätzen. Die Verfassungsschutzberichte sind auf den Internetseiten frei zugänglich.

### Verfügbarkeit der Berichte
Der Open Knowledge Foundation Deutschland e. V. übernimmt veröffentlichte Berichte im PDF-Format sowie sammelt, scannt und archiviert die früheren Buchausgaben des Bundes und der Länder und stellt diese durchsuchbar und als Download unter verfassungsschutzberichte.de zur Verfügung. Die Verfassungsschutzberichte werden von den Ämtern auf ihrer Webseite veröffentlicht. In früheren Jahren lagen nur bestellbare Buchausgaben vor und ältere online veröffentlichte Berichte werden meist nach einiger Zeit depubliziert, weshalb Open Knowledge Foundation Deutschland e. V. die Archivierung übernommen hat.

### Entscheidungen des Bundesverfassungsgerichts
Das Bundesverfassungsgericht hat bisher in drei Entscheidungen zum Verfassungsschutzbericht Stellung genommen:
- BVerfG, Beschluss vom 22. Mai 1975, Az. 2 BvL 13/73, BVerfGE 39, 334: Extremistenbeschluß
- BVerfG, Beschluss vom 29. Oktober 1975, Az. 2 BvE 1/75, BVerfGE 40, 287: Beschluss zur Erwähnung der NPD im Verfassungsschutzbericht
- BVerfG, Beschluss vom 24. Mai 2005, Az. 1 BvR 1072/01, BVerfGE 113, 63: Junge Freiheit

## Österreich
Herausgeber der österreichischen Verfassungsschutzberichte war das Bundesamt für Verfassungsschutz und Terrorismusbekämpfung.

## Schweiz
Der Nachrichtendienst des Bundes (NDB) publiziert jährlich den Jahresbericht Sicherheit Schweiz.